# 1170

## Esdeveniments
Països Catalans
- Enfrontament entre Ramon de Peramola amb el comte Ermengol VII d'Urgell, pel domini del castell de la vila[1]

Resta del món
- Assassinat de Thomas Becket
- Fes supera a Constantinoble en població